# Яніно-2
Яніно-2 (рос. Янино-2) — присілок у Всеволожському районі Ленінградської області Російської Федерації.
Населення становить 492 особи. Належить до муніципального утворення Заневське міське поселення.

## Історія
Від 1 серпня 1927 року належить до Ленінградської області.

## Населення
| 2007 | 2010 | 2017 |
| ---- | ---- | ---- |
| 218  | ↗339 | ↗492 |